# 奧斯特羅韋尼鄉
43°48′N 23°53′E / 43.800°N 23.883°E
奧斯特羅韋尼鄉（羅馬尼亞語：Comuna Ostroveni, Dolj），是羅馬尼亞的鄉份，位於該國西南部，由多爾日縣負責管轄，面積55平方公里，海拔高度40米，2007年人口5,373，人口密度每平方公里98人。